# Teresa Forcades
Teresa Forcades i Vila (Barcelona, 1966) é uma médica e freira beneditina catalã. Destacou-se por ser crítica no campo da "teologia feminista" e da saúde pública, opondo-se à indústria farmacêutica. Também é uma das fundadoras do movimento partidário Processo Constituinte, onde participa com uns princípios explicitamente independentistas e anti-capitalistas.

## Biografia
Nasceu no ano 1966 no bairro de Gràcia em Barcelona, no seio de uma família anticlerical. Aos quinze anos aproxima-se à Igreja Católica depois de ler os evangelhos. Estudou medicina na Universidade de Barcelona e depois de se mudar para os Estados Unidos terminou em 1995 a especialidade de Medicina Interna na Universidade Estatal de Nova Iorque em Buffalo. Também obteve um máster em teologia (Master Divinitas) na Universidade de Harvard em 1997. De volta à Catalunha, ingressa em setembro do mesmo ano no Mosteiro beneditino de Monserrate. Em dezembro de 2013, foi eleita uma das 100 mulheres mais influentes do mundo pela BBC.